# Daniel Henry Mueggenborg
Daniel Henry Mueggenborg (Okarche, 15 aprile 1962) è un vescovo cattolico statunitense, dal 20 luglio 2021 vescovo di Reno.

## Biografia
Daniel Henry Mueggenborg è nato a Okarche, nell'Oklahoma, da Paul Bernard e Dolores Lucille, nata Kerntke.

### Formazione e ministero sacerdotale
Ha frequentato la Holy Trinity School a Okarche, la Saint Francis Xavier School a Stillwater, la Stillwater Middle School e la C.E. Donart High School a Stillwater. Da ragazzo frequentava la parrocchia di San Francesco Saverio a Stillwater. In quella chiesa partecipava la messa e prestava servizio come ministrante. Mueggenborg era un boy scout e ha ricevuto l'Eagle Scout Award nel 1980.
Ha studiato alla Oklahoma State University-Stillwater, conseguendo un Bachelor of Science in geologia e informatica nel 1984. Se in gioventù rifiutava l'idea di diventare presbitero, nel la primavera del 1981, dopo avere prestato servizio a messa celebrata dal beato Stanley Francis Rother, pochi mesi prima del suo martirio, ha deciso di seguire quella strada.
Dopo il college, Mueggenborg è entrato in seminario e ha studiato filosofia presso l'arciabbazia di Saint Meinrad, nell'Indiana, dal 1984 al 1985 e teologia presso la Pontificia Università Gregoriana a Roma come alunno del Pontificio collegio americano del Nord. Come seminarista, Mueggenborg ha lavorato a fianco delle Missionarie della Carità per servire i poveri a Roma, ha trascorso un'estate come ministro nelle unità di terapia intensiva e nei reparti cardiaci del St. John Medical Center e ha trascorso un'altra estate a Mugumu, in Tanzania, lavorando a fianco dei missionari di Maryknoll.
Il 6 aprile 1989 è stato ordinato diacono nella basilica di San Pietro in Vaticano da monsignor John Raphael Quinn, arcivescovo metropolita di San Francisco. Il giorno successivo è stato ricevuto in udienza da papa Giovanni Paolo II nel Palazzo Apostolico con i compagni di ordinazione. Il 14 luglio successivo è stato ordinato presbitero per la diocesi di Tulsa da monsignor Eusebius Joseph Beltran. Ha prestato servizio per un breve periodo come vicario parrocchiale della parrocchia di Santa Maria a Tulsa. Durante il suo anno di studi post-ordinazione, Mueggenborg è stato cappellano del convento delle Missionarie della Carità a San Gregorio Magno al Celio a Roma, dove ha celebrato la messa alla presenza di Madre Teresa di Calcutta. Nel 1990 ha conseguito la licenza in teologia biblica presso la Pontificia Università Gregoriana. In seguito è stato vicario parrocchiale della parrocchia di San Giovanni a Bartlesville dal 1990 al 1991; vicario parrocchiale della parrocchia di San Pio X a Tulsa dal 1991 al 1994; cappellano della Bishop Kelley High School dal 1991 al 1994; amministratore parrocchiale della parrocchia di Santa Cecilia a Claremore dal 1995 al 1996; parroco della parrocchia di Santa Maddalena a Tulsa dal 1996 al 2001; cappellano del Saint Philip Neri Catholic Newman Center dell'Università di Tulsa dal 1998 al 2001; parroco della parrocchia di San Clemente a Bixby dal 2001 al 2005; direttore dell'ufficio del sinodo diocesano dal 2002 al 2005; direttore assistente della formazione presso il Pontificio collegio americano del Nord a Roma dal 2005 al 2006; vice-rettore per l'amministrazione dello stesso dal 2006 al 2011; professore a contratto presso la Pontificia Università Gregoriana e parroco della parrocchia di Cristo Re a Tulsa dal 2011 al 2017.
È stato anche membro del consiglio presbiterale, del consiglio diocesano finanziario, del consiglio di amministrazione della Caritas diocesana e del consiglio di amministrazione di Ascension Healthcare.
Nel 2004 è stato nominato cappellano di Sua Santità.

### Ministero episcopale

Stemma di monsignor Mueggenborg come vescovo ausiliare di Seattle.

Il 6 aprile 2017 da papa Francesco lo ha nominato vescovo ausiliare di Seattle e titolare di Tullia. Ha ricevuto l'ordinazione episcopale il 31 maggio successivo nella cattedrale di San Giacomo a Seattle dall'arcivescovo metropolita di Seattle James Peter Sartain, co-consacranti il vescovo di Tulsa David Austin Konderla e il vescovo ausiliare di Seattle Eusebio L. Elizondo Almaguer.
Nel febbraio del 2020 ha compiuto la visita ad limina.
Il 20 luglio 2021 lo stesso pontefice lo ha nominato vescovo di Reno. Il 24 settembre ha preso possesso della diocesi.
Oltre all'inglese, conosce lo spagnolo e l'italiano.

## Opere
- Come Follow Me. Discipleship Reflections on the Sunday Gospel Readings for Liturgical Year C, Angelwing Publishing, 2015,  p. 292, ISBN 978-1781820377.
- Come Follow Me: Discipleship Reflections on the Sunday Gospel Readings for Liturgical Year A, Angelwing Publishing, 2016,  p. 356, ISBN 978-1781820384.
- Come Follow Me: Discipleship Reflections on the Sunday Gospel Readings for Liturgical Year B, Angelwing Publishing, 2017,  p. 356, ISBN 978-0852448786.

## Genealogia episcopale
La genealogia episcopale è:
- Cardinale Scipione Rebiba
- Cardinale Giulio Antonio Santori
- Cardinale Girolamo Bernerio, O.P.
- Arcivescovo Galeazzo Sanvitale
- Cardinale Ludovico Ludovisi
- Cardinale Luigi Caetani
- Cardinale Ulderico Carpegna
- Cardinale Paluzzo Paluzzi Altieri degli Albertoni
- Papa Benedetto XIII
- Papa Benedetto XIV
- Cardinale Enrico Enriquez
- Arcivescovo Manuel Quintano Bonifaz
- Cardinale Buenaventura Córdoba Espinosa de la Cerda
- Cardinale Giuseppe Maria Doria Pamphilj
- Papa Pio VIII
- Papa Pio IX
- Cardinale Alessandro Franchi
- Cardinale Giovanni Simeoni
- Cardinale Antonio Agliardi
- Cardinale Basilio Pompilj
- Cardinale Adeodato Piazza, O.C.D.
- Cardinale Egidio Vagnozzi
- Arcivescovo Charles Alexander Kazimieras Salatka
- Arcivescovo Eusebius Joseph Beltran
- Arcivescovo James Peter Sartain
- Vescovo Daniel Henry Mueggenborg